# Tomba della capanna
La tomba della capanna è una tomba ipogea etrusca risalente alla fine del VII secolo a.C., scoperta nella necropoli della Banditaccia a Cerveteri.

## Descrizione
La tomba si trova all'interno del Tumulo II, tra i più grandi della necropoli, dove sono state scavate anche la Tomba dei vasi greci, la Tomba dei dolii e degli alari e la Tomba dei letti funebri; è la più antica delle tre.
La tomba si presenta con un lungo dromos (corridoio) oggi scoperto, cui si affacciano due nicchie laterali, che nelle altre tre tombe più recenti diventeranno delle vere e proprie celle, che conduce alla prima stanza funeraria, che presenta un tetto a spiovente con trave centrale ad imitazione di una capanna. La stanza che presenta delle banchine laterali, conduce ad una seconda stanza più piccola, in asse con la prima.
In quest'ultima stanza, secondo il costume arcaico attestato in altre tombe dello stesso periodo, trovava sepoltura un unico individuo adagiato su di un letto di ciotoli di fiume.